# Feldkirchfestival
Das Feldkirchfestival war eine jährliche Kulturveranstaltung in der Stadt Feldkirch in Österreich, die von 2001 bis 2012 in der Regel im Juni stattfand.
Das Festival fand seit 2001 jährlich unter einem anderen Motto statt und beinhaltet Theatervorführungen, Konzerte und andere kulturelle Veranstaltungen. Das Festival war der Nachfolger der Schubertiade, die hier zwischen 1991 und 2000 durchgeführt wurde und seitdem in Schwarzenberg stattfindet.
Erster künstlerischer Leiter war bis 2006 der Dirigent Thomas Hengelbrock. Der musikalische Schwerpunkt lag bei Alter Musik auf historischen Instrumenten und zeitgenössische Kompositionen. Ihm folgte von 2007 bis 2012 der Regisseur Philippe Arlaud, der den Schwerpunkt auf die Musik des 20. und 21. Jahrhunderts legte. Ihm zur Seite stand als Geschäftsführer des Festivals der ehemalige Direktor des Vorarlberger Landeskonservatoriums, Anselm Hartmann.
Das Festival war durchaus umstritten, da es durch Subventionen kofinanziert werden musste. Nachdem 2012 die Auslastung mit nur 5600 zahlenden Besuchern auf 75 % gesunken war, beschloss die Generalversammlung des Trägerunternehmens Feldkirch Festival GmbH, eine vorläufig zweijährige Pause einzulegen, die de facto das Aus für das Festival bedeutete. Als Nachfolgeveranstaltung werden seit 2015 die Montforter Zwischentöne ausgerichtet.

## Motto
- 2003: Gottesspuren[6]
- 2004: Märchen und Mythen
- 2005: Könige, Bettler, Narren
- 2006: Amadeus![7]
- 2008: Anders hören und anders sehen
- 2009: Musik des 20. und 21. Jahrhunderts aus Frankreich[8]
- 2010: Feldkirch hört Russisch[9]
- 2011: Unerhörtes aus Brasilien und Kuba[10]
- 2012: Sagen-haftes aus Finnland und Norwegen[11]